# Imi (koning)
Imi was een koning van het Akkadische rijk van 2193 tot 2190 v.Chr. Hij wordt op de Soemerische koningslijst genoemd, samen met drie andere koningen (Igigi, Elulu en Nanum). De lijst stelt eerst de vraag wie in genoemde periode nu eigenlijk koning was, waarna de vier koningen worden genoemd met de mededeling dat ze samen drie jaar lang regeerden.
Sinds 2212 v.Chr. werd het Akkadische Rijk geteisterd door invallen van de Guti, hetgeen voor problemen binnen het rijk zorgde. Toen koning Shar-Kali-Sharri in 2193 v.Chr. overleed, ontstond er chaos in het rijk en namen de vier koningen de macht over. Imi en de drie andere koningen werden opgevolgd door koning Dudu, alhoewel diens machtsgebied waarschijnlijk was geslonken tot het gebied direct rondom de hoofdstad Akkad.